# 徐懋德
徐懋德（1920年12月—2018年2月17日），江蘇省蘇州市吳縣人，中國共產黨員，1936年入海門中學，1942年受師長影響加入中國共產黨，戰後赴台協助蔡孝乾建立中國共產黨台灣省工作委員會學生工作委員會，化名李絜（外省李），擔任學工委書記，派陳炳基成立新民主同志會，吸收李登輝、林如堉、李蒼降等人，在台灣大學、師大、省立基中等地發展組織，光明報遭破獲後積極安排成員撤退，1950年2月潛返大陸，擔任交通大學教授直到退休。

## 生平

### 抗日共產青年
徐懋德，1920年出生於江蘇省蘇州市吳縣，父徐恩湛為土木工程師，1937年蘇州淪陷，徐懋德父親隻身離開蘇州前往大後方，參與雲南滇緬公路建設，留在蘇州的徐懋德考上海門中學，高三時受邱漢生影響思想左傾，1938年就讀交通大學，1942年畢業後透過邱老師加入蘇北新四軍，並在南通海門中學任教，與其弟徐懋義一同加入共產黨，帶領學運，組織學生，成為學運領導核心，由於淪陷區發生百團大戰後，日方發現共軍主力，開始對蘇北地區共產黨展開清剿，1943年，日軍對蘇清剿活動嚴峻，徐懋德、邱漢生等人使用合法身分留在上海，其餘地下黨人撤離，徐懋德透過中學進行地下工作，在蘇州奠定地下黨札實基礎，使日後共產黨在蘇州的活動與解放更順利。1944年，徐懋德認識了上海中西女中畢業的顧孟琴(後成為徐懋德妻子)，在蘇州進行地下工作發展組織。

### 宣揚革命與學生工作
1945年8月15日，日本宣布無條件投降，徐懋德領導共產黨員趁國民黨尚未接收之際在蘇州地區展開各項統戰工作，由於雙十協定的緣故，國府要求中共退回延安，交出占領基地，此時，共產黨則堅持統治解放區，為爭取接收東北的時間，會後決議召開政治協商會議，對蘇地區則改採「退守保幹」政策，長江以南八個解放區北撤，1946年3月，陸天虹在如皋成立江南工委，徐懋德擔任委員，由中共華中局指揮，後納編為蘇州縣委，徐懋德等人擔任委員，此時徐懋德積極到各校授課，蘇州工專、中央測校、景海女師、伯樂中學、光華中學、有原中學，成立讀書會，宣揚共產主義，並吸收學生加入組織，透過社會名流成立文心圖書館，作為培養積極份子入黨的搖籃，並與上海學委等組織心照不宣，協同作戰，吸收中學教員，對學生進行思想改造。
1947年顧孟琴、徐懋義在東吳大學，透過徐懋德指示爭取成立學生自治會，並當選總幹部，並安排由夏錫生、汪毓萍領導藝聲歌詠團辦大規模的表演，吸引近千學生參與，並在會中高唱《松花江上》解放區的《在那遙遠的地方》、《青春舞曲》等，最後以《團結就是力量》大合唱收尾。

### 台灣省工委學工委
1947年東吳校刊與文心圖書館遭國府特務及城防司令部盯上，徐懋德與妻子顧孟琴被迫轉進台灣，協助1946年7月到台灣的台灣省工委書記蔡孝乾成立學生工作委員會徐懋德擔任書記，並化名為李絜(外省李)，依照蘇州地下黨發展模式，在台灣中等學校以上發展組織，透過廖瑞發、郭琇琮開始將組織向台大、師大等高等學校發展，1947年二二八事件後，民氣可用，陸續吸收台大石玉峰、葉城松、鄭文峰、師大楊廷椅等加入共產黨並成立支部，醫學院生葉盛吉吸收顏世鴻等，並安排鄭鴻溪等進入師大運作學生運動 ，期間安排陳炳基、李蒼降、李登輝等人成立「新民主同志會」，並透過蔡瑞欽、李水井等將組織拓展到私校及南部、利用鍾浩東在廣東參與抗戰時的夥伴黎明華將組織拓展到新竹義民中學，隨著台大及師大學生畢業後擔任教職組織成員遍及台灣全省各地。

### 光明報與省工委陷落
1949年8月，光明報被繳獲，台大法商學生王明德意外造成光明報組織曝光，1950年1月蔡孝乾首次落網，供出計梅貞、錢靜芝的郵電支部，2月16蔡孝乾趁機脫逃，按顏世鴻說法，此次脫逃應是保密局「捉放曹」，2月21日起蔡孝乾連續三日在中華日報上刊登啟順兄啟事，邀請徐懋德等人前往蔡孝乾泉州街住所，徐懋德當下認為有問題，旋即告知李水井及楊廷椅危險，徐懋德因此決定潛返大陸，將學工委交李水井領導，1950年5月10日李水井與吳思漢被捕，保密局循線逮補25人，並由此25人擴及省工委學工委及各省工委支部，台共組織面臨第一次瓦解。
返回中國大陸的徐懋德，進入天津大学建筑系任教直到退休。2004年記者訪問陳炳基與徐懋德時，徐懋德回憶起為李登輝監誓入黨的往事，造成不小震撼。 2018年2月17日，罹患帕金森氏症的徐懋德逝世於天津。